# 24. november
24. november er dag 328 i året i den gregorianske kalender (dag 329 i skudår). Der er 37 dage tilbage af året.

### Begivenheder
Født - Dødsfald
- 1622 – Christian 4. inviterer velstående jødiske handelsfolk fra Amsterdam og Hamborg til at bosætte sig i København.
- 1642 – Den hollandske opdagelsesrejsende Abel Tasman opdager Van Diemen's Land, som senere omdøbes til Tasmanien.
- 1792 – Den franske revolutionskalender indføres og er i brug indtil 1806.
- 1850 – En dansk styrke afværger et slesvig-holstensk angreb på byen Lottorp i Slesvig.
- 1859 – Charles Darwin udgiver Arternes Oprindelse.
- 1963 – Attentatet på John F. Kennedy: Den anklagede snigmorder Lee Harvey Oswald bliver skudt af Jack Ruby i Dallas, Texas på direkte tv.
- 1965 – Joseph Désiré Mobutu overtager magten i Congo og bliver præsident; han leder landet (som han omdøber til Zaire i 1971) i over 30 år, indtil han bliver afsat af oprører i 1997.
- 1966 – Virksunddæmningen indvies til biltrafik og færgetrafikken over Hjarbæk Fjord ophører.
- 1971 – Under et kraftig tordenvejr over staten Washington, springer en flykaprer, der kalder sig selv D.B. Cooper, ud i faldskærm fra et Northwest Orient Airlines fly med $200.000 i løsepenge - hverken han eller pengene bliver nogensinde fundet.
- 1973 – Den oprindelige befolkning i Australien - aboriginer - får stemmeret.
- 1993 – I Liverpool, bliver de to 11-årige Robert Thompson and Jon Venables dømt for mordet på 2-årige James Bulger.

### Født
- 1632 - Baruch de Spinoza, hollandsk filosof (død 1677).
- 1655 - Karl 11., svensk konge (død 1697).
- 1811 - Ditlev Gothard Monrad, dansk biskop og politiker (død 1887).
- 1864 - Henri de Toulouse-Lautrec, fransk maler (død 1901).
- 1868 - Scott Joplin, amerikansk ragtime-pianist og -komponist (død 1917).
- 1871 - Ella Heide, dansk skagensmaler (død 1956).
- 1880 - Abd Al Isis Ibn Saud, Saudi-Arabiens første konge fra 1926 (død 1953).
- 1888 - Cathleen Nesbitt, engelsk skuespillerinde (død 1982).
- 1899 - Eva Heramb, dansk skuespillerinde (død 1957).
- 1913 - Geraldine Fitzgerald, irsk skuespillerinde (død 2005).
- 1919 - Morten Lange, dansk botanikprofessor og politiker (død 2003).
- 1922 - Claus Moser, Baron Moser, tysk-engelsk statistiker og akademisk (død 2015).
- 1926 - Tsung-Dao Lee, kinesisk-amerikansk fysiker (død 2024)
- 1934 - Alfred Schnittke, russisk komponist (død 1998).
- 1935 - Finn Ziegler, dansk jazzmusiker (død 2005).
- 1941 - Pete Best, tidligt medlem af The Beatles.
- 1941   - Josef Motzfeldt, grønlandsk Politiker.
- 1949 - Erwin Neutzsky-Wulff, dansk forfatter.
- 1950 - Bob Burns, amerikansk trommeslager (død 2015).
- 1954 - Emir Kusturica, bosnisk/serbisk filminstruktør.
- 1961 - Arundhati Roy, indisk forfatter.
- 1962 - Martin Spang Olsen, dansk stuntman.
- 1965 - Shirley Henderson, skotsk skuespillerinde.
- 1977 - Colin Hanks, amerikansk skuespiller.
- 1983 - Dean Ashton, engelsk fodboldspiller.
- 1992 - Christina Krzyrosiak Hansen, dansk politiker.

### Dødsfald
- 1741 - Ulrika Eleonora den yngre, svensk dronning (født 1688).
- 1925 - Alexander Foss, dansk ingeniør, direktør og politiker (født 1858).
- 1929 - Georges Clemenceau, fransk premierminister (født 1841).
- 1944 - Lis Smed, dansk skuespiller (født 1914).
- 1957 - Diego Rivera, mexicansk maler (født 1886).
- 1963 - Lee Harvey Oswald, anklaget for mord på John F. Kennedy (født 1939) - myrdet.
- 1978 - C.A. Bodelsen, dansk litteraturforsker (født 1894).
- 1991 - Freddie Mercury, Zanzibar-født, engelsk rockmusiker (Queen) (født 1946).
- 1996 - Racheed Lawal, dansk bokser (født 1965) - myrdet.
- 2002 - John Rawls, amerikansk filosof (født 1921).
- 2004 - Arthur Hailey, britisk-født forfatter (født 1920).
- 2005 - Pat Morita, amerikansk skuespiller (født 1932).

|  | Denne datoartikel kan blive bedre, hvis der indsættes et (bedre) billede Du kan hjælpe ved at afsøge Wikimedia Commons for et passende billede eller uploade et godt billede til Wikimedia Commons iht. de tilladte licenser og indsætte det i artiklen. |